# 김초이
김초이(1991년 ~)는 대한민국의 가수다. 왕평가요제 출신으로, 2019년 [김초이 싱글(당신은 내편)]로 데뷔했다.

## 방송
- 트롯신이 떴다 2 (2020) - Top26

## 음반
- 김초이 싱글(당신은 내편) (2019)